# Mohn
Mohn (Papaver) ist eine Pflanzengattung innerhalb der Familie der Mohngewächse (Papaveraceae). Die weltweit 50 bis 120 Arten gedeihen hauptsächlich in den gemäßigten Gebieten der Nordhalbkugel. Nur eine Art kommt auf der Südhalbkugel in Südafrika vor. Einige Mohnarten werden vielseitig genutzt, beispielsweise wegen der enthaltenen Wirkstoffe, und zählen zu den ältesten Heilpflanzen.

## Beschreibung

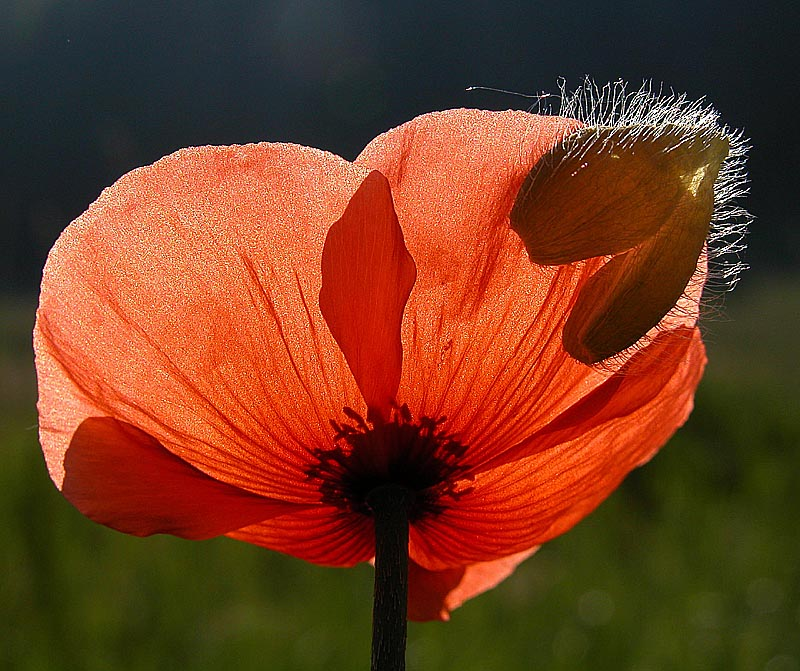
Klatschmohn-Blüte unmittelbar nach ihrer Entfaltung noch mit den zwei behaarten Kelchblättern

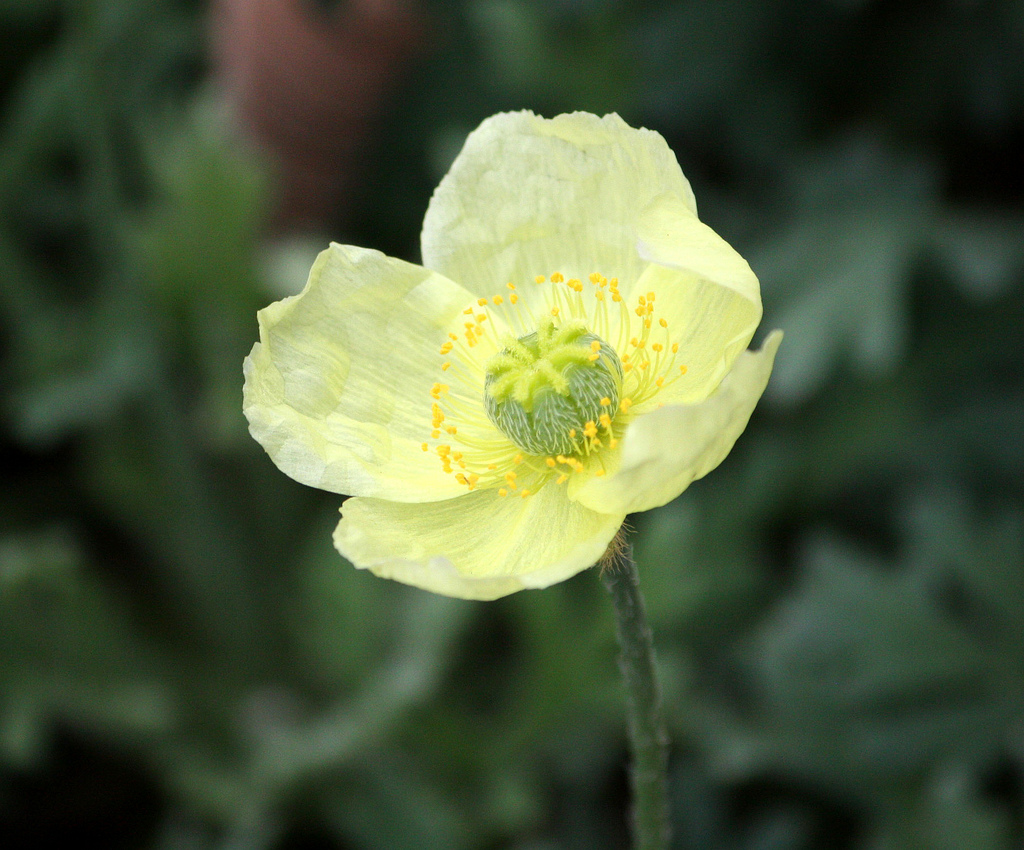
Die vielen Staubblätter und der Fruchtknoten des Alpen-Mohns (Papaver alpinum subsp. alpinum)

### Vegetative Merkmale
Mohn-Arten sind ein-, zwei-, mehrjährige (selten monokarpisch) oder ausdauernde krautige Pflanzen. Die Pflanzenteile führen einen weißen oder gelben Milchsaft, der giftige Alkaloide enthält. Die aufsteigenden bis aufrechten Stängel sind meist borstig behaart, selten kahl. Sie können verzweigt oder unverzweigt beblättert oder unbeblättert sein.
Die wechselständig, spiralig am Stängel verteilt oder in einer basalen Rosette angeordneten Laubblätter sind gestielt bis ungestielt. Die Blattspreite kann geteilt oder einfach sein. Die Blattränder sind selten kahl, meist gebuchtet oder gesägt. Nebenblätter fehlen.

### Generative Merkmale
Die Blüten stehen meist einzeln oder selten in traubigen zymösen Blütenständen. Wenn Blütenstandschäfte vorhanden sind, dann sind sie meist borstig behaart. Meist sind die eiförmigen bis kugeligen Blütenknospen vor dem Aufblühen herabhängend und die Kronblätter in „geknitterter“ Knospenlage.
Die zwittrigen Blüten sind radiärsymmetrisch mit einer doppelten Blütenhülle. Die zwei (selten drei) freien meist borstig behaarten Kelchblätter fallen beim Öffnen der Blüte ab.
Die Farbe der vier (selten fünf oder sechs) Kronblätter variiert je nach Art von meist rot, orangerot bis gelb, selten weiß oder lavendelfarben. Die vielen (50 bis 100) freien, fertilen Staubblätter werden zentripetal gebildet. Die Staubfäden sind weiß, gelb, grün, purpurfarben bis rot oder manchmal schwärzlich. Die Staubbeutel sind länglich bis kugelförmig. Vier bis 24 Fruchtblätter sind zu einem oberständigen, einkammerigen Fruchtknoten verwachsen, der borstig behaart oder kahl und meist eiförmig ist. Es sind viele Samenanlagen vorhanden. Es sind gleich viele Narben wie Fruchtblätter vorhanden. Diese sitzen direkt auf dem Fruchtknoten und bilden eine „Narbenscheibe“; Griffel fehlen. Die Ränder des Diskus sind gebuchtet oder geteilt.

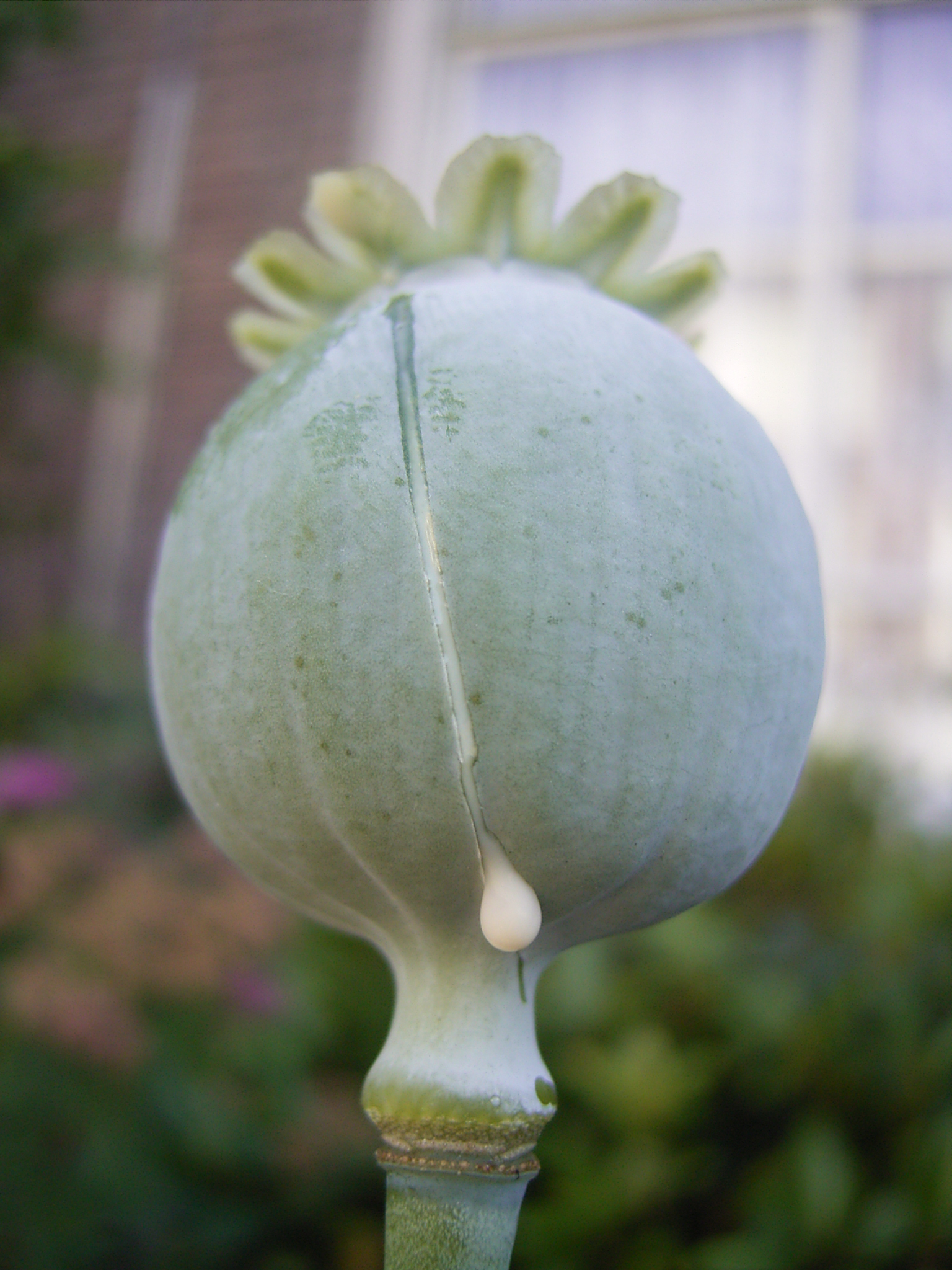
Kapsel des Schlafmohns (Papaver somniferum) mit Milchsaft

Mohnkapseln im Wappen von Wahlheim

Morphin – ein Opiat

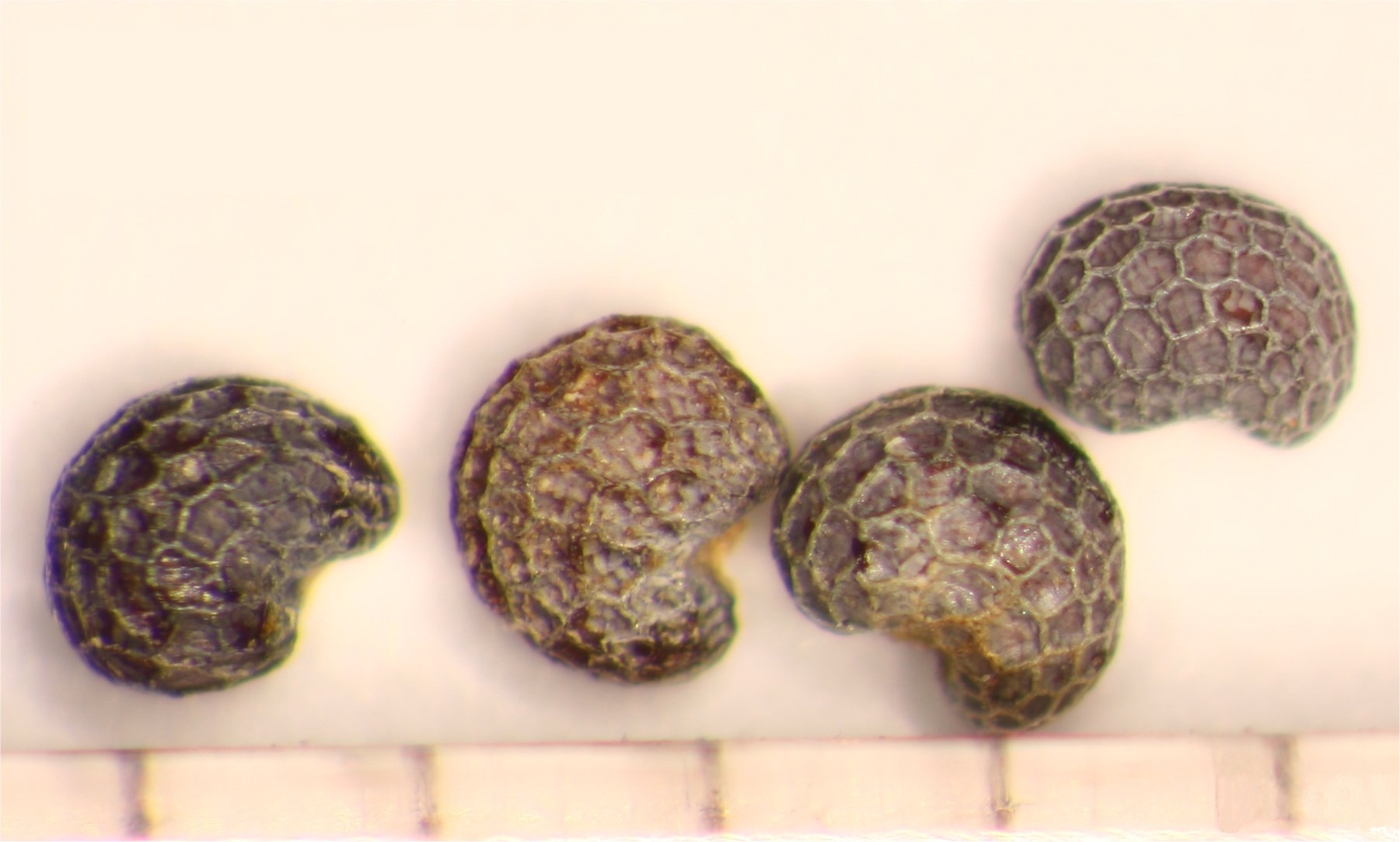
Samen vom Schlafmohn (Papaver somniferum) unter dem Stereomikroskop (Skala in mm)

Die borstig behaarten oder kahlen, selten stacheligen, harten, offenen oder geschlossenen Kapselfrüchte enthalten viele Samenkörner. Dabei handelt es sich um so genannte Porenkapseln, eine in nur wenigen Pflanzengattungen verbreiteten Form der Kapselfrüchte. Diese dienen einer semachoren Verbreitung: Neigt sich der Stängel – manche Arten unterstützen das, indem der Stängel mit einem Knick abtrocknet – durch Wind oder Berührung, fallen die Samen aus den Poren wie aus einem Salzstreuer. Die ölhaltigen Samen (früher – bereits im Mittelalter – Magsamen genannt) sind schwarz, braun, dunkelgrau oder weiß, klein und nierenförmig.
Die Chromosomengrundzahl beträgt x = 7.

## Ökologie
Die Bestäubung erfolgt durch Insekten (Entomophilie).

## Etymologie, Systematik, botanische Geschichte und Verbreitung
In der Antike unterschieden die Römer und Gallier verschiedene „Arten“ von Mohn (von spätmittelhochdeutsch mān, älter māhen, verwandt mit althochdeutsch mago und mittelhochdeutsch mage; benannt nach der beutelartigen Auftreibung des Mohnkopfes und somit ableitbar von *mak für ‚Hautbeutel‘ und ‚Lederbeutel‘ etwas in lettisch maks ‚Beutel‘) bzw. papaver. „Weißer Mohn“ und „Schwarzer Mohn“ wurden kultiviert, „Roter Mohn“ wuchs in bepflanzten Gegenden wild, ebenso Klatschmohn (Papaver rhoeas). Zudem wurden, ebenfalls wildwachsend, „Gehörnter Mohn“ (genannt auch Glaukion und Paralion, welcher heute zu den Glaucium-Arten gezählt wird) und zwei weitere wilde Mohnarten (Heraclion oder Aphron, woraus diacode und arteriaque zubereitet wurde, und Tithymale, genannt auch Mêcon oder „Seemohn“) unterschieden.

### Taxonomie
Die Gattung Papaver wurde durch Carl von Linné 1753 in Species Plantarum, Tomus I, S. 508 und 1754 in Genera Plantarum, 5. Auflage S. 224 aufgestellt. Als Lectotypus wurde 1913 von Nathaniel Lord Britton und Addison Brown in An illustrated flora of the northern United States, Canada and the British possessions, zweite Auflage, Band 2, S. 136 Papaver somniferum L. festgelegt.

### Äußere Systematik
Die Gattung Papaver gehört zur Tribus Papavereae in der Unterfamilie der Papaveroideae innerhalb der Familie der Papaveraceae.

### Botanische Geschichte
Beispielsweise bei Kiger 1973 sowie 1985 wurde die Gattung Papaver in mehrere Sektionen gegliedert.
Bei 1988 wurde die Gattung Papaver in elf Sektionen gegliedert:
- Sektion Argemonidium Spach (Syn: Sektion Argemonorhoeades Fedde)
- Sektion Californica Kadereit
- Sektion Carinata
- Sektion Horrida Elkan
- Sektion Macrantha Elkan
- Sektion Meconella Spach
- Sektion Meconidium Spach
- Sektion Papaver
- Sektion Pilosa Prantl
- Sektion Pseudopilosa Popov ex K.-F.Günther
- Sektion Rhoeadium Spach

Bei Kadereit 1997 ist die Gliederung anders und dort wird diskutiert ob Papaver s. l. monophyletisch ist. Bei Carolan 2006 wird herausgearbeitet, dass Papaver s. l. nicht monophyletisch ist. Diese Verwandtschaftsgruppe wird kontrovers diskutiert.

### Arten und ihre Verbreitung
Es gibt 50 bis 120 Papaver-Arten, hauptsächlich in den gemäßigten Gebieten Mittel- und Südeuropas und Asiens, außerdem in der Neuen Welt, in Ozeanien, Australien, im nördlichen Afrika und nur eine Art in Südafrika.
Hier eine Auswahl:
- Papaver aculeatum Thunb.: Es handelt sich um die einzige südafrikanische Art.
- Papaver alboroseum Hultén, ostasiatisch-nordamerikanische Art mit Vorkommen in Kamtschatka, Kanada und Alaska
- Alpenmohn[16] (Papaver alpinum L.): Mindestens fünf Unterarten kommen in Europa in den Alpenländern, Polen, Bulgarien und Rumänien vor.
- Apulischer Mohn (Papaver apulum L.), Heimat: Apenninen- und Balkan-Halbinsel, dazu Kreta
- Papaver arenarium M.Bieb., asiatische Art mit Vorkommen in Iran, Irak, Türkei und im Kaukasus
- Sand-Mohn[16] (Papaver argemone L.), eurasische Art mit Verbreitung in Europa, im Mittelmeerraum und Westasien.
- Papaver armeniacum (L.) DC., mit Vorkommen in Iran, der Türkei und in Armenien
- Atlas-Mohn[16] (Papaver atlanticum (Ball) Coss., Syn: Papaver rupifragum subsp. atlanticum (Ball) Maire), mit Heimat in Marokko, in Österreich und Dänemark eingebürgert.[17]
- Arznei-Mohn[16] (Papaver bracteatum Lindl.), verbreitet im Kaukasus, Kleinasien, Iran (Nordwesten) und Armenien, enthält reichlich Thebain (Ausgangsstoff für die pharmazeutische Synthese des starken Schmerzmittels Oxycodon oder des Opioid-Antagonisten Naloxon)
- Papaver californicum A.Gray: Sie kommt in Kalifornien vor.[2]
- Wald-Scheinmohn (Papaver cambricum L.): Diese Art gehörte lange Zeit als Meconopsis cambrica zur Gattung Scheinmohn (Meconopsis). Molekulargenetische Daten zeigten, dass diese Art doch nicht zur Gattung Meconopsis, sondern zur Gattung Papaver gehört. Formal wurde Papaver cambricum L. wieder der akzeptierte Namen.[18]
- Grau-Mohn (Papaver canescens Tolm.): Er gedeiht in Hochgebirgen Südsibiriens, Mittel- und Zentralasiens.
- Marienkäfer-Mohn (Papaver commutatum Fisch. & C.A.Mey.): Er kommt im Iran, in der Türkei, in Armenien und Aserbaidschan vor.
- Papaver dahlianum Nordh., arktische Art mit nördlich zirkumpolarer Verbreitung, kommt z. B. auf Spitzbergen verbreitet vor.[17]
- Saat-Mohn[16] (Papaver dubium L.): Es ist eine eurasische Art mit Verbreitung in ganz Europa, im Mittelmeerraum und im Westen von Asien, sie kommt in mindestens drei Unterarten vor
- Japan-Mohn (Papaver fauriei Fedde), Heimat: alpine Schotterhänge in Nordjapan und auf den Kurilen
- Papaver fugax Poir. (inkl. Papaver caucasium M.Bieb., Papaver floribundum Desf.), Heimat: Ost-Türkei, Kaukasus, nördlicher Irak und Iran
- Tulpen-Mohn (Papaver glaucum Boiss. & Hausskn.), eine vorderasiatische Art
- Papaver gorodkovii Tolm. & Petrovsky: Sie gedeiht in Höhenlagen von 0 bis 100 Metern in Alaska[2] und Sibirien.
- Papaver humile Fedde, mit Vorkommen in Ägypten, Israel und Jordanien
- Bastard-Mohn[16] (Papaver hybridum L.): Er ist in Europa, im Mittelmeerraum und in Westasien verbreitet.
- Papaver lapeyrousianum Gutermann ex Greuter & Burdet: Dieser Endemit gedeiht nur in den Pyrenäen in Spanien und Frankreich.
- Papaver lapponicum (Tolm.) Nordh.: Eine arktische Art mit nördlich zirkumpolarer Verbreitung.
- Ziegelroter Mohn (Papaver lateritium K.Koch), mit Heimat im Kaukasus und in Armenien, ist in Großbritannien eingebürgert
- Papaver macounii Greene: Sie ist auf der Nordhalbkugel in Nordamerika und Russland verbreitet.
- Papaver macrostomum Boiss. & A.Huet, eine asiatische Art mit Vorkommen in Afghanistan, Iran, Irak, Armenien, Georgien, Pakistan und der Türkei.
- Papaver mcconnellii Hultén: Sie kommt im nördlichen Nordamerika in Höhenlagen von 1000 bis 1500 Metern vor.[2]
- Kurilen-Mohn (Papaver miyabeanum Tatew. ex Miyabe & Tatew.; wird auch als Synonym zu Papaver nudicaule gestellt), Heimat: Kurilen
- Papaver monanthum Trautv., eine asiatische Art mit Vorkommen in Armenien, Aserbaidschan und Georgien
- Island-Mohn[16] (Papaver nudicaule L.), findet man im Altai-Gebirge, Ost-Sibirien, Kasachstan, Mongolei, Nordwest-Kanada und Alaska
- Papaver oreophilum Rupr., eine asiatische Art mit Vorkommen in Russland (Kabardino-Balkarien, Nordossetien)
- Türkischer Mohn[16] (Papaver orientale L.): Er kommt im Iran, in der Türkei, Armenien, Aserbaidschan und Georgien vor. Beispielsweise in Nordamerika ist er ein Neophyt.
- Wenigblättriger Mohn (Papaver paucifoliatum (Trautv.) Fedde), Heimat: Türkei, Kaukasus
- Pfauen-Mohn (Papaver pavoninum Fisch. & C.A.Mey.): Er kommt in Afghanistan, Iran, Kasachstan, Tadschikistan, Turkmenistan, Usbekistan und Pakistan vor.
- Papaver persicum Lindl., eine asiatische Art mit Vorkommen im Iran, Irak, Türkei, Armenien und Aserbaidschan, leicht mit Papaver fugax zu verwechseln.
- Behaarter Mohn (Papaver pilosum Sibth. & Sm.): Dieser Endemit kommt nur in der nordwestlichen Türkei vor.
- Papaver pseudocanescens Popov: Sie kommt in den russischen Gebieten Altai sowie Tuwa und in der Mongolei vor.
- Falscher Orient-Mohn (Papaver pseudo-orientale (Fedde) Medw.), eine asiatische Art mit Vorkommen im Iran, Türkei, Armenien und Georgien
- Arktischer Mohn (Papaver radicatum Rottb.), eine Art, die nördlich zirkumpolar und in den Vereinigten Staaten verbreitet ist; sie gliedert sich in mindestens acht Unterarten[17]
- Papaver pygmaeum Rydb.: Sie gedeiht in Höhenlagen bis 2900 Metern in Nordamerika.[2]
- Polar-Mohn (Papaver radicatum Rottb.), Heimat: subarktisches Europa und subarktisches Sibirien
- Klatschmohn[16] (Papaver rhoeas L.): Er ist in weiten Teilen Europas, in Westasien und im Mittelmeerraum verbreitet.
- Papaver rubroaurantiacum (Fisch. ex DC.) Fisch. ex Steud.: Sie kommt in den russischen Gebieten Burjatien sowie Tschita und in der Mongolei vor.
- Spanischer Mohn oder Fels-Mohn (Papaver rupifragum Boiss. & Reut.), Heimat: Schattige Kalkfelsspalten in Südspanien und Marokko[17]
- Schlafmohn, Blau-Mohn (Papaver somniferum L.): Er ist eine alte Kulturpflanze. Die Samen dieser Art werden auch für Süßspeisen und Kuchen verwendet (grob gemahlen dann „Backmohn“). Des Weiteren dient er zur Gewinnung von Morphin, das entweder in der Medizin als Analgetikum eingesetzt wird oder durch Methylierung zum Hustenstiller Codein umgesetzt wird. Morphin dient ebenfalls als Ausgangsstoff zur Herstellung von Heroin (Diacetylmorphin).
- Papaver spicatum Boiss. & Balansa, mit Vorkommen in der Türkei
- Anatolischer Mohn (Papaver triniifolium Boiss.), mit Vorkommen in der östlichen Türkei und dem nordwestlichen Iran.
- Papaver umbonatum Boiss.: Diese westasiatische Art kommt in Israel, Jordanien, Libanon und Syrien vor.
- Papaver walpolei A.E.Porsild: Sie ist auf der Nordhalbkugel im nördlichen Nordamerika und in Sibirien verbreitet.[2]

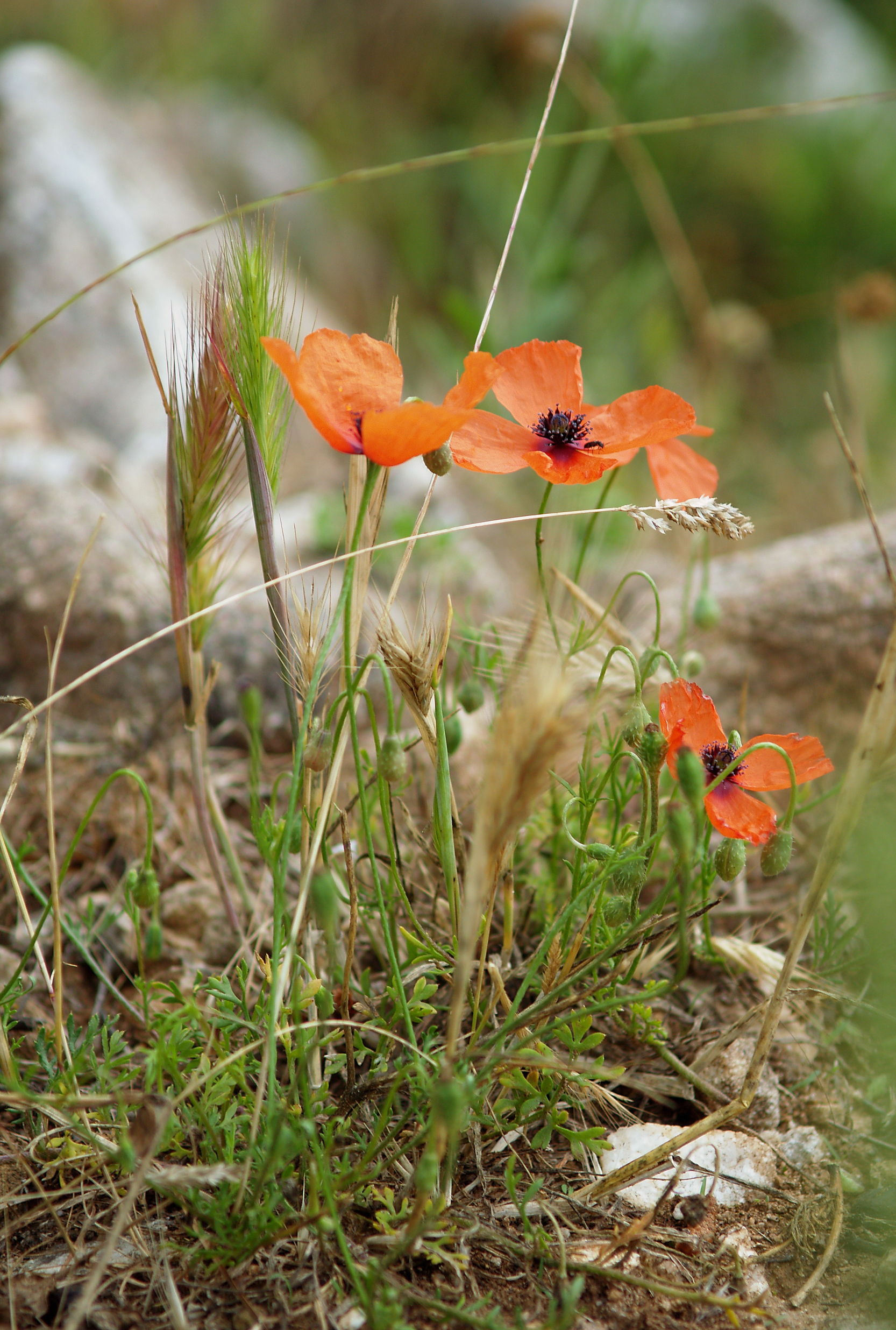
Papaver apulum
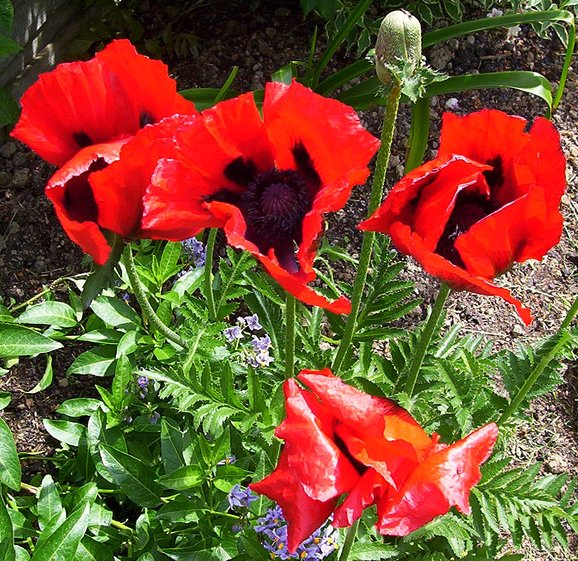
Arznei-Mohn (Papaver bracteatum)
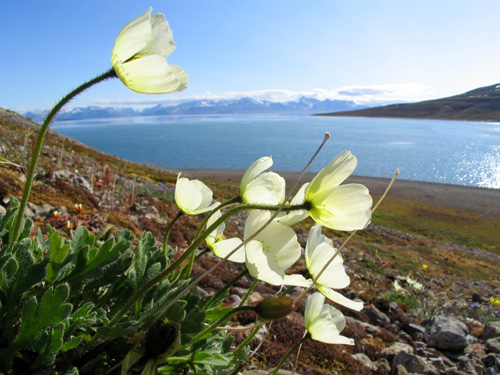
Papaver dahlianum
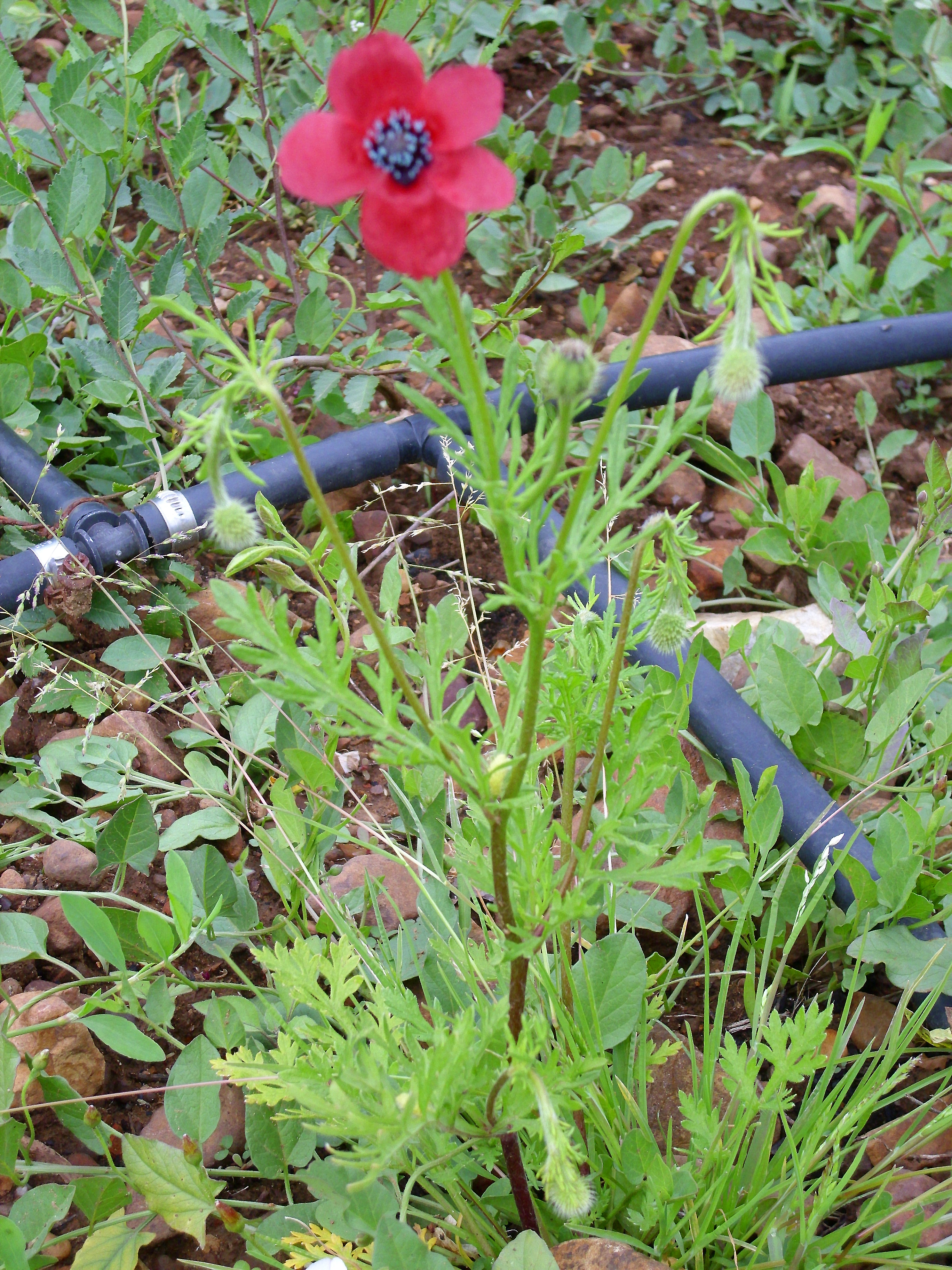
Bastard-Mohn (Papaver hybridum)
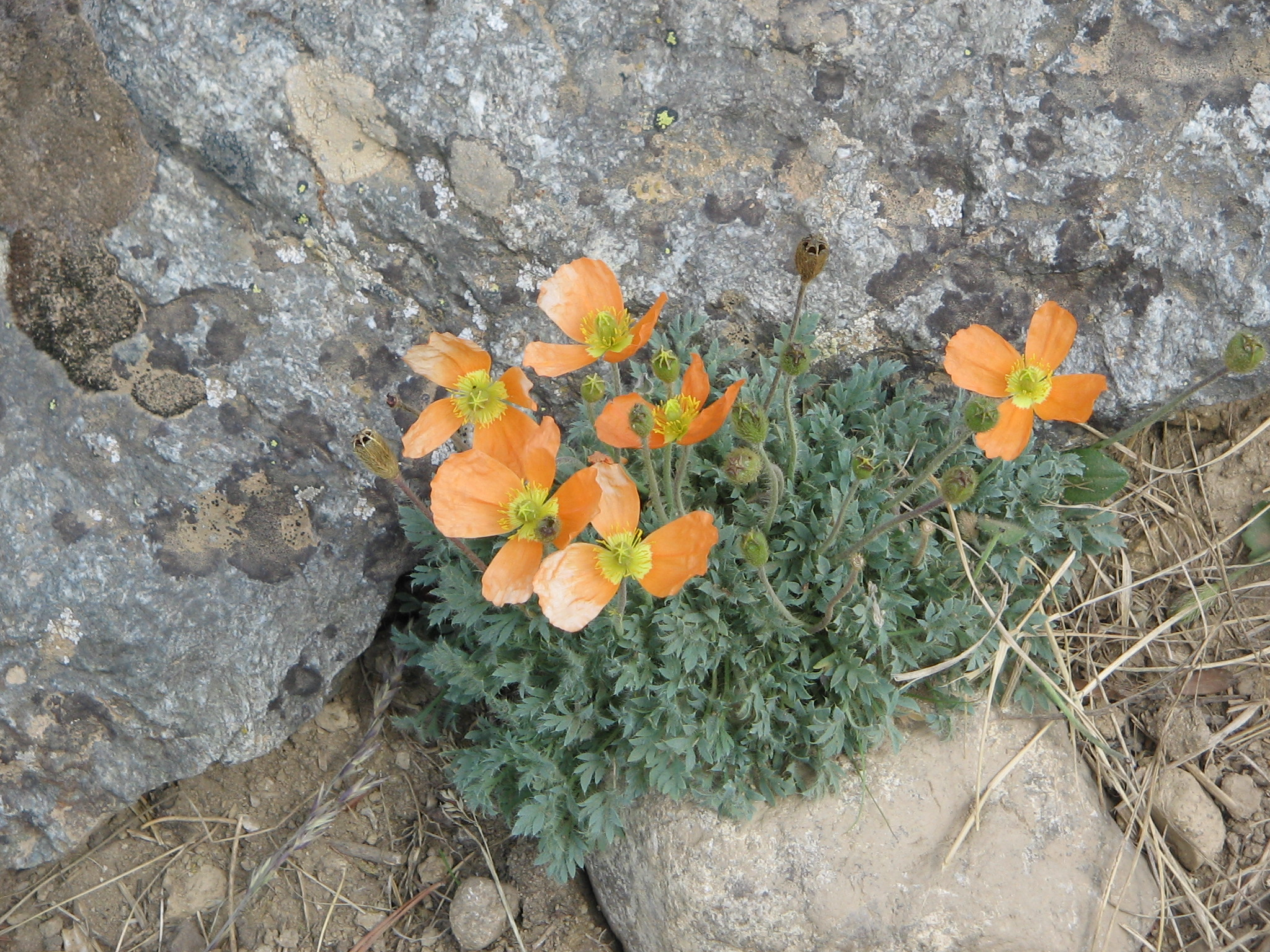
Habitus von Papaver lapeyrousianum
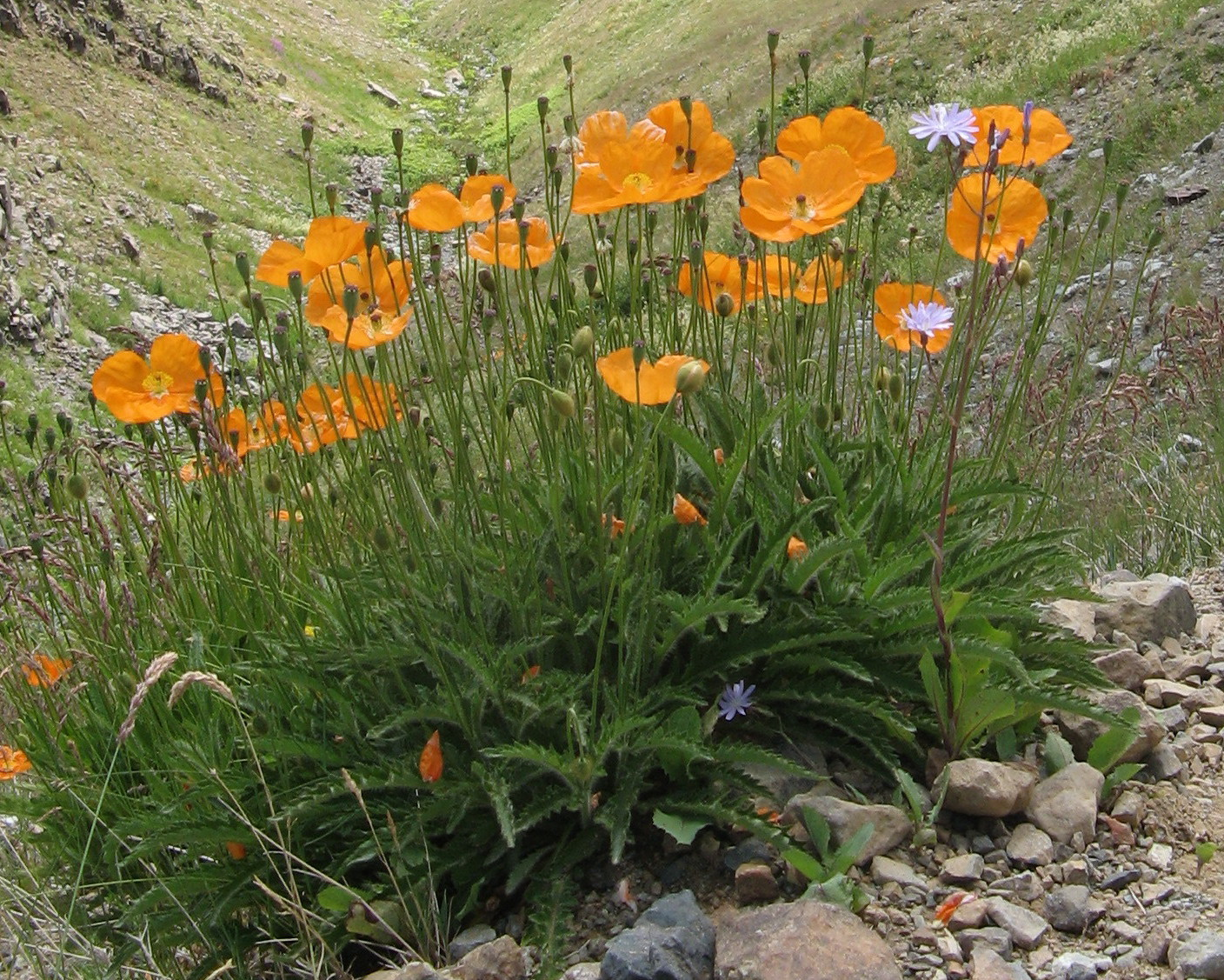
Ziegelroter Mohn (Papaver lateritium)
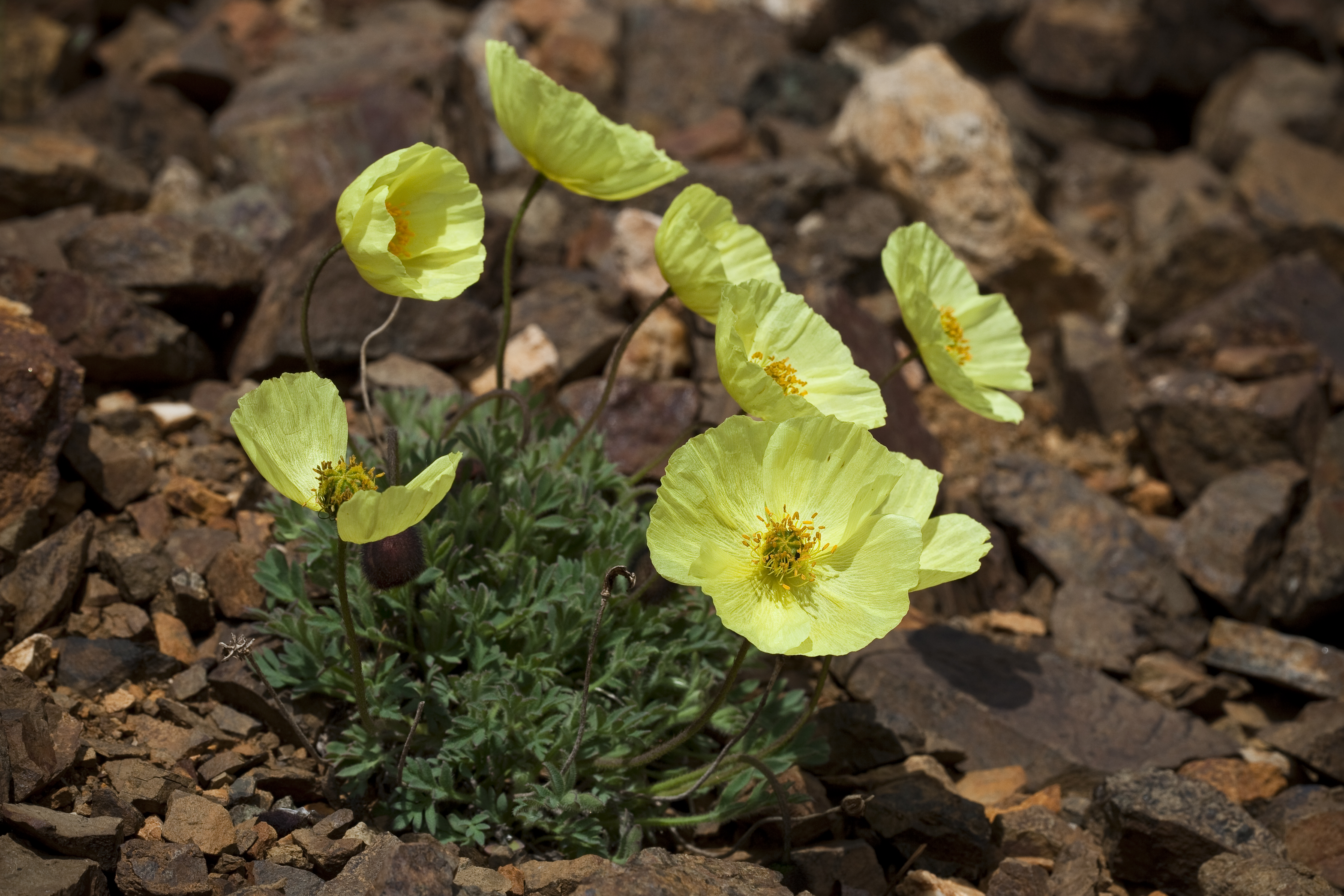
Papaver mcconnellii
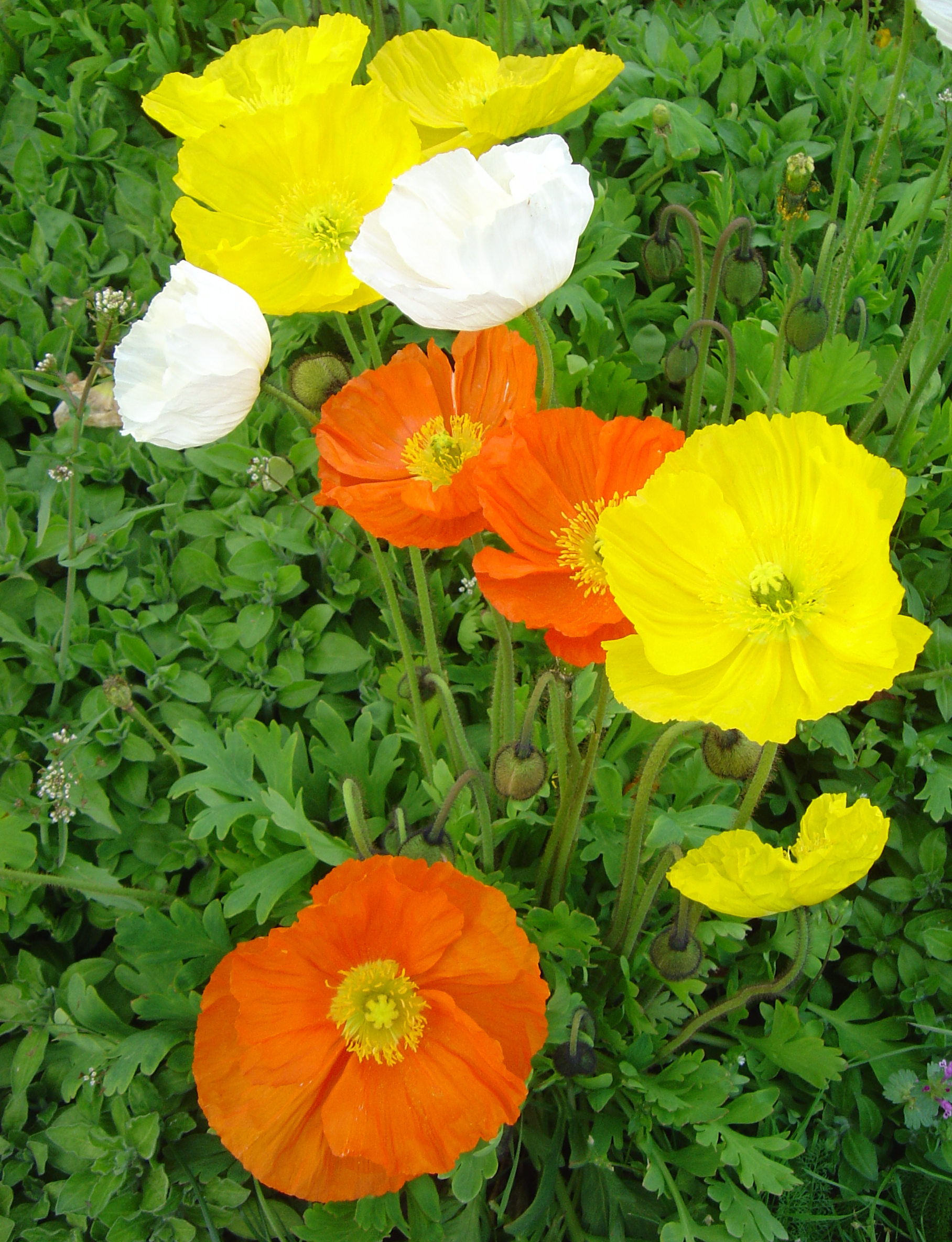
Island-Mohn (Papaver nudicaule)
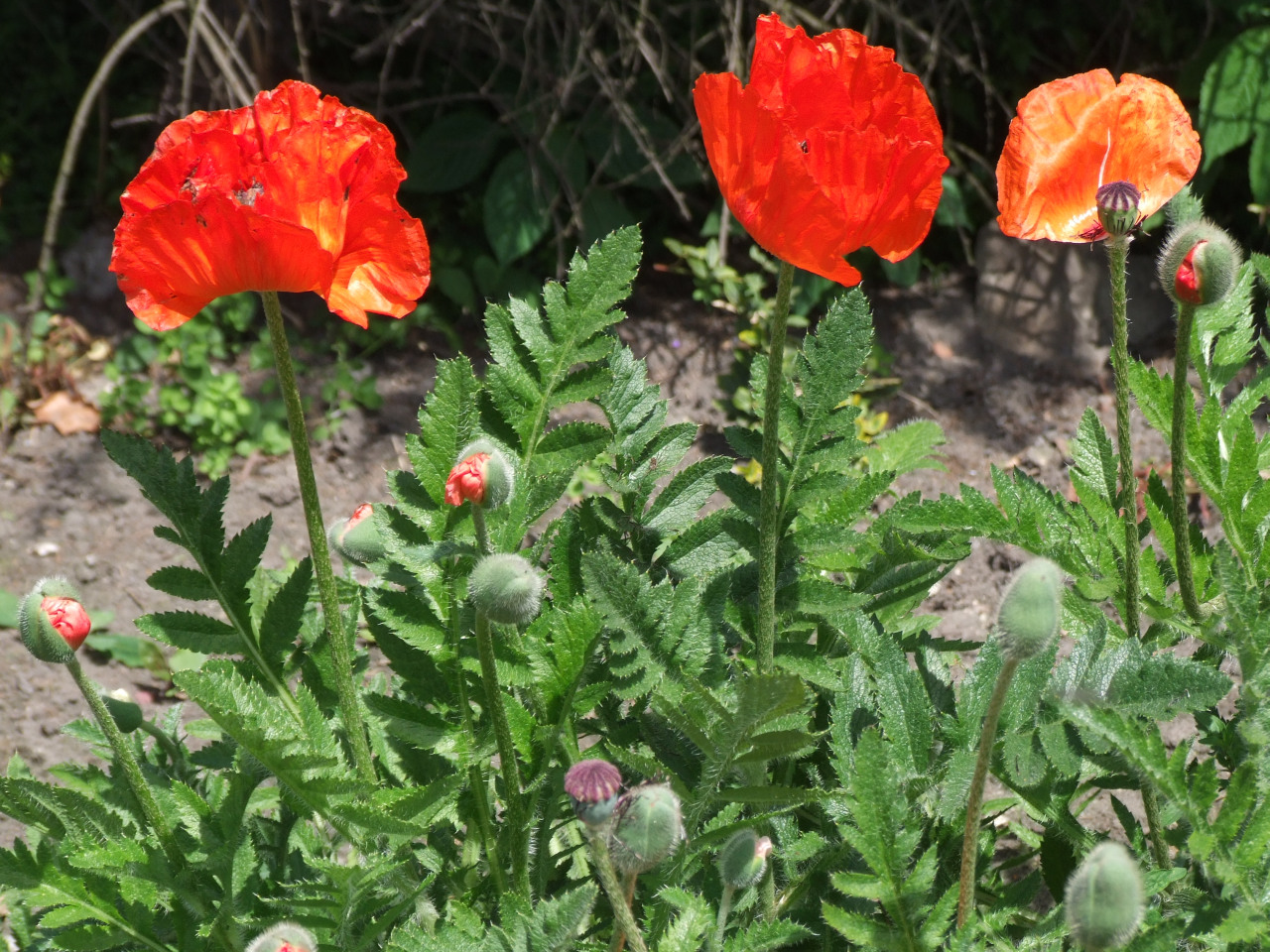
Türkischer Mohn (Papaver orientale)
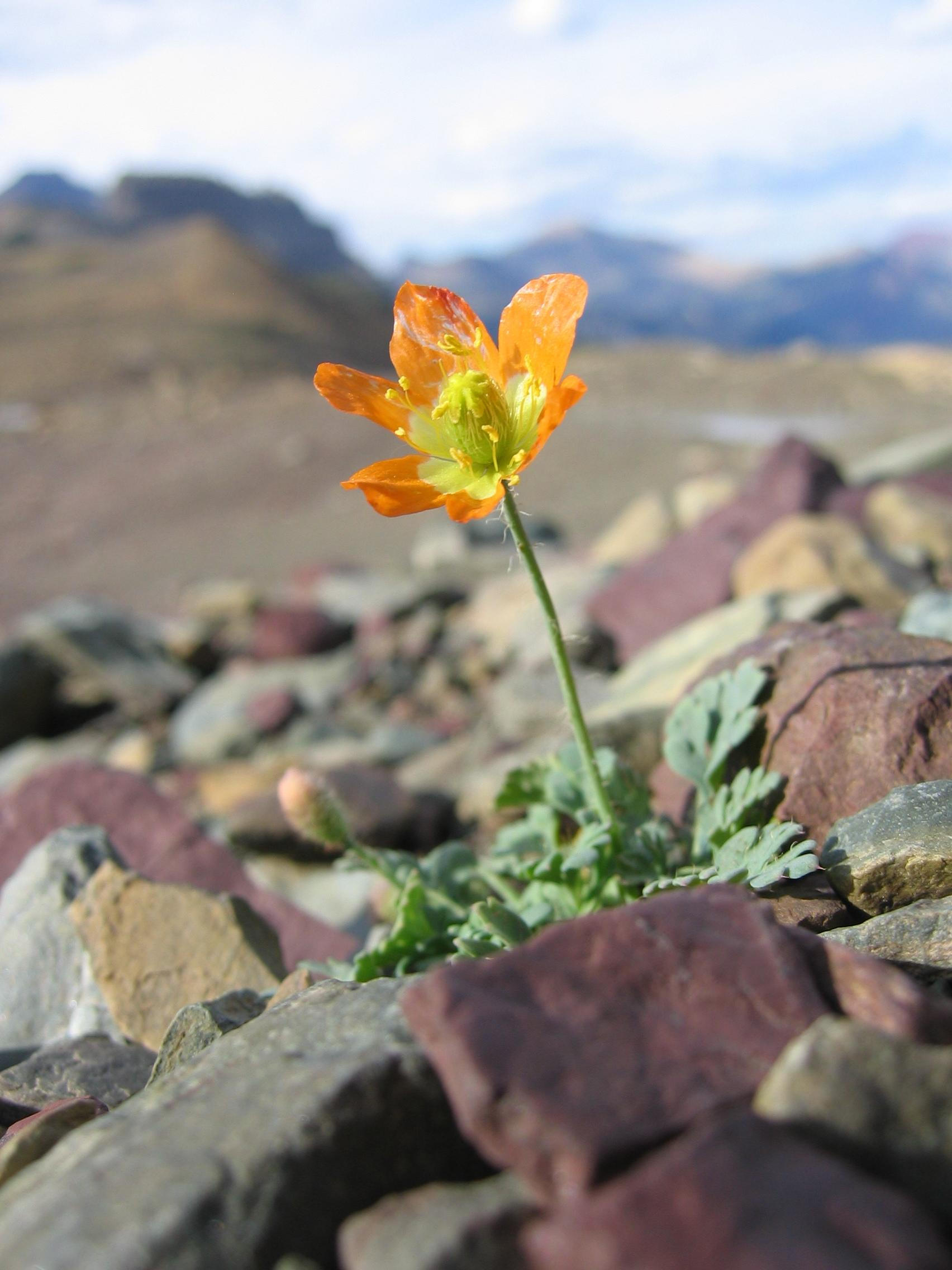
Papaver pygmaeum
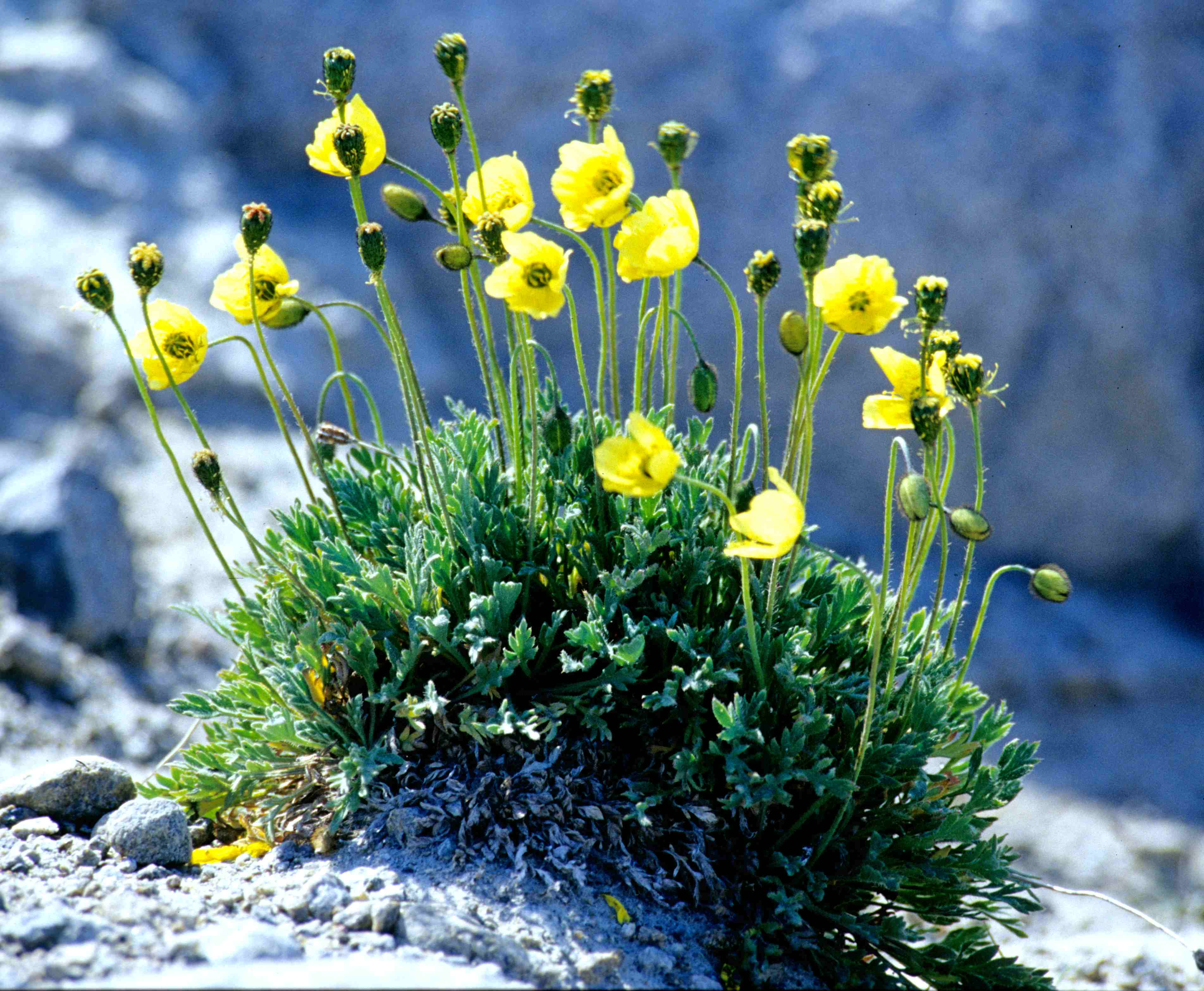
Polar-Mohn (Papaver radicatum)
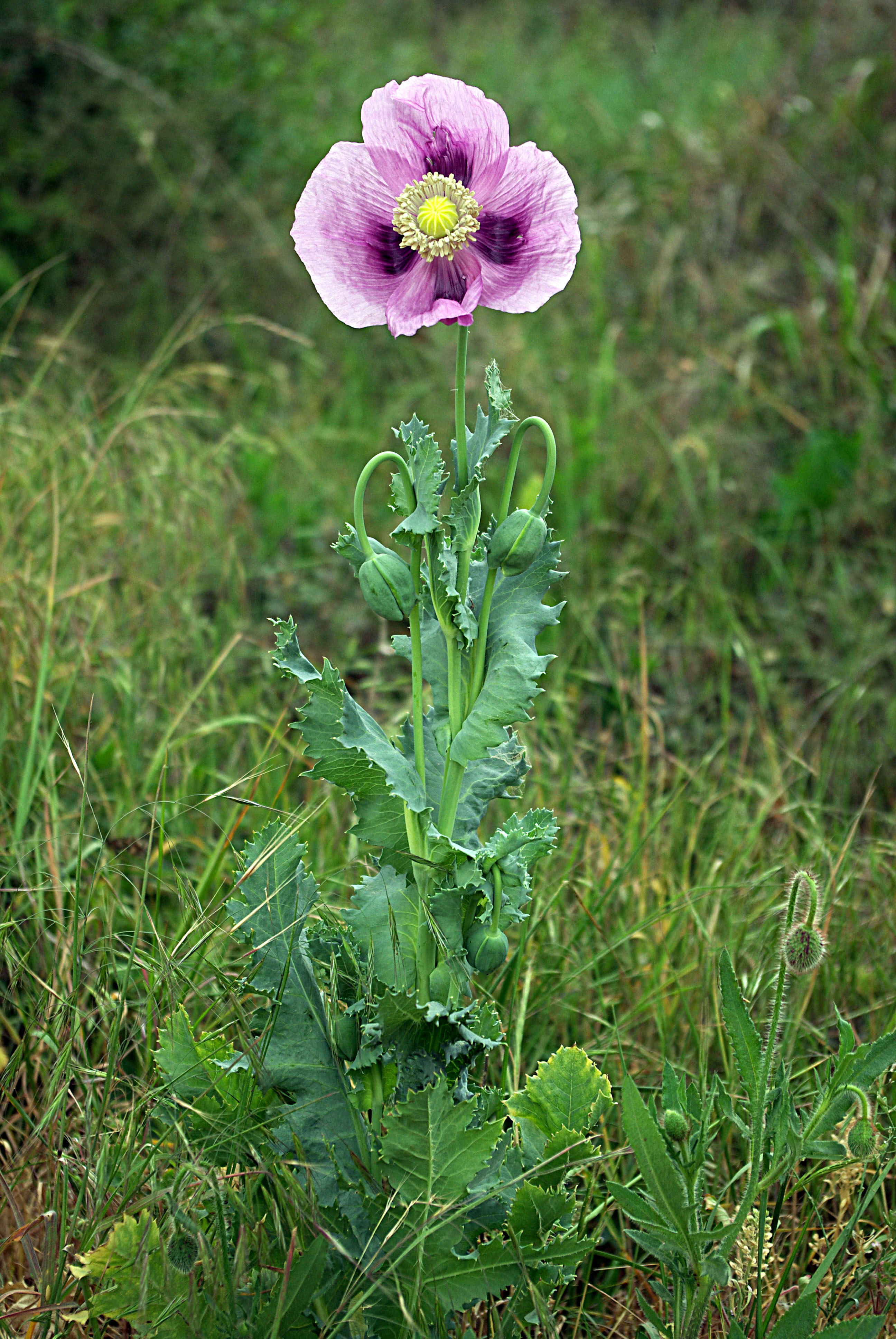
Schlaf-Mohn (Papaver somniferum)
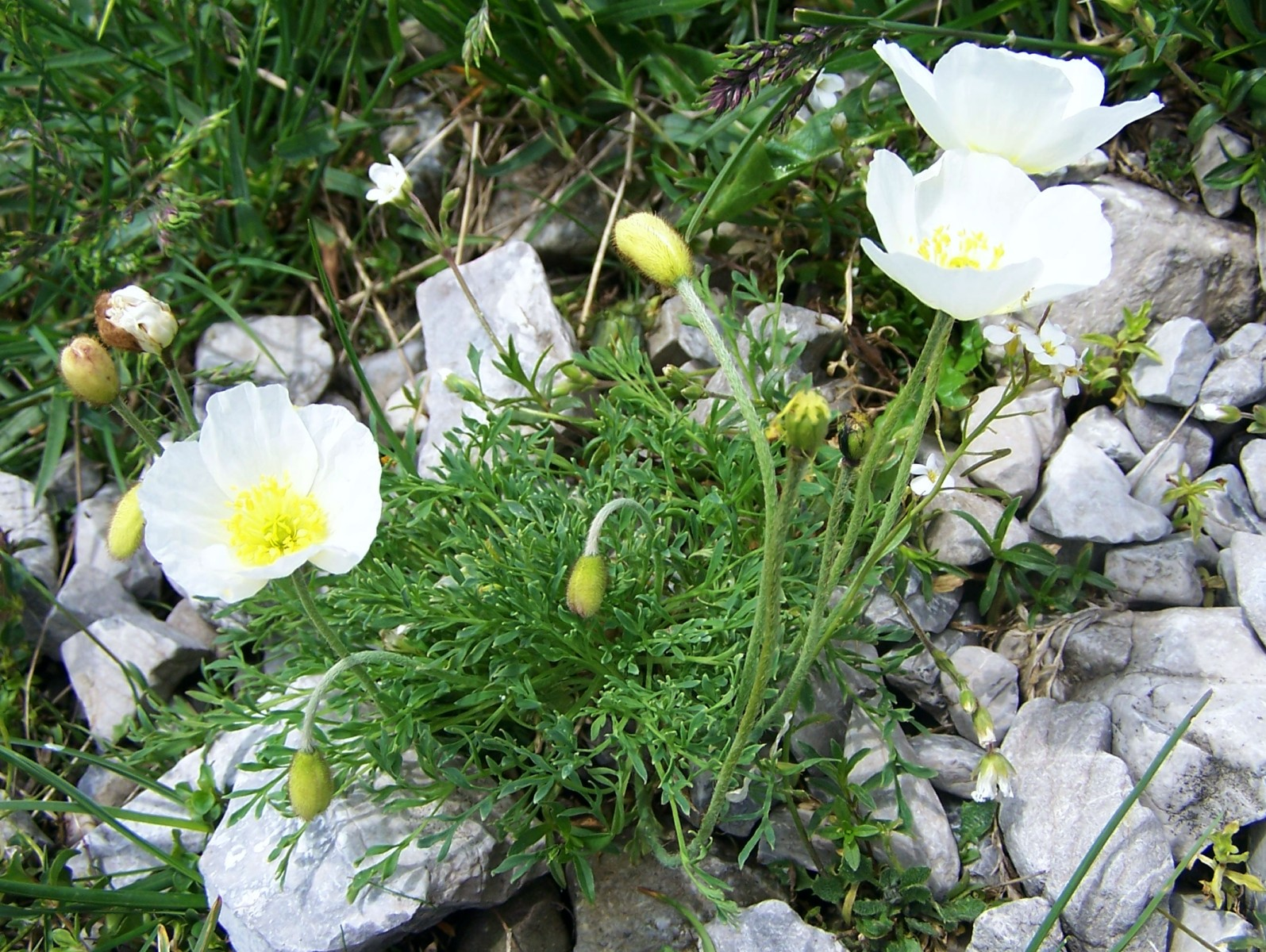
Papaver tatricum
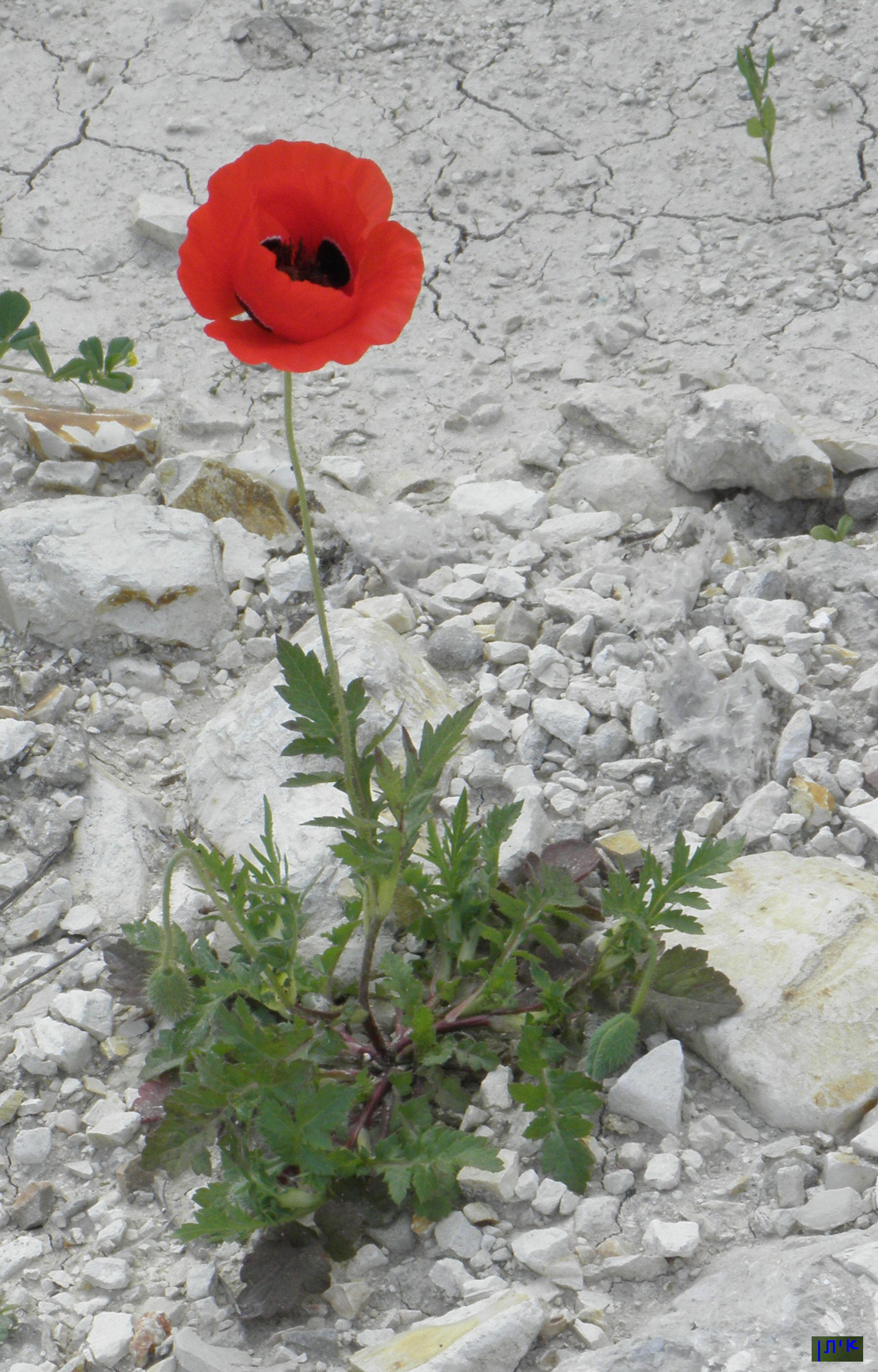
Papaver subpiriforme

### Nicht-Papaver
Je nach Autor gehören viele Arten nicht zu Papaver s. str. (Auswahl):
- Kalifornischer Mohn (Eschscholzia californica Cham.), eine nordamerikanische Art mit Verbreitung in den Vereinigten Staaten und Mexiko
- Hornmohn-Arten (Glaucium Mill.)
- Mexikanischer Tulpenmohn (Hunnemannia fumariifolia Sweet), eine mexikanische Art.
- Japanischer Waldmohn (Hylomecon japonica (Thunb.) Prantl), eine asiatische Art mit Verbreitung in China, Japan und Korea
- Federmohn (Macleaya cordata (Willd.) R.Br., Syn. Bocconia cordata Willd.), eine asiatische Art mit Verbreitung in China, Taiwan und Japan
- Asiatischer Tüpfelmohn (Roemeria refracta DC.), eine asiatische Art mit Verbreitung in Afghanistan, Iran, Armenien, Aserbaidschan, Russland (Dagestan), Kasachstan, Tadschikistan, Turkmenistan, Usbekistan und China (Xinjiang)
- Scheinmohn (Meconopsis Vig.): Die etwa 54 Arten kommen fast nur in der Sino-Himalaja-Region vor.

## Opiate
Schlafmohnsamen an sich enthalten keine Opiate, allerdings können ihnen je nach Erntemethode Rückstände des opiathaltigen Milchsaftes der Samenkapseln anhaften. Daher wurde der Verzehr von mohnsamenhaltigen Nahrungsmitteln in deutschen Gefängnissen untersagt, da dieser bei Urinproben auf Opiate zu positiven Resultaten führen kann und nicht unterschieden werden kann, ob die Alkaloide durch Rauschgiftkonsum oder den Verzehr der genannten Nahrungsmittel aufgenommen wurden.
In Deutschland sind nur zwei Sorten („Zeno morphex“ und „Mieszko“) mit einem sehr niedrigen Morphingehalt zum Anbau zugelassen. In Österreich ist der Anbau von Schlafmohn legal und blickt auf eine jahrhundertelange Tradition zurück. Bekannt ist der Waldviertler Grau- und Blaumohn, der sich in vielen Rezepten der österreichischen Mehlspeisküche, aber auch in unzähligen Regalen von Lebensmittelmärkten wiederfindet. Es wird heute aber auch verstärkt Mohn aus anderen Ländern im Handel angeboten, dessen Morphingehalt aufgrund zum Beispiel unsauberer Erntemethoden mit Belassung von Restanteilen an Opium stark erhöht sein kann. Aus diesem Grund sollte auf Verwendung von Mohn in Babynahrung verzichtet werden. Bei Mohnkuchen und Mohnbrötchen können die Opiate durch die Erhitzung im Ofen wirkungslos gemacht werden.

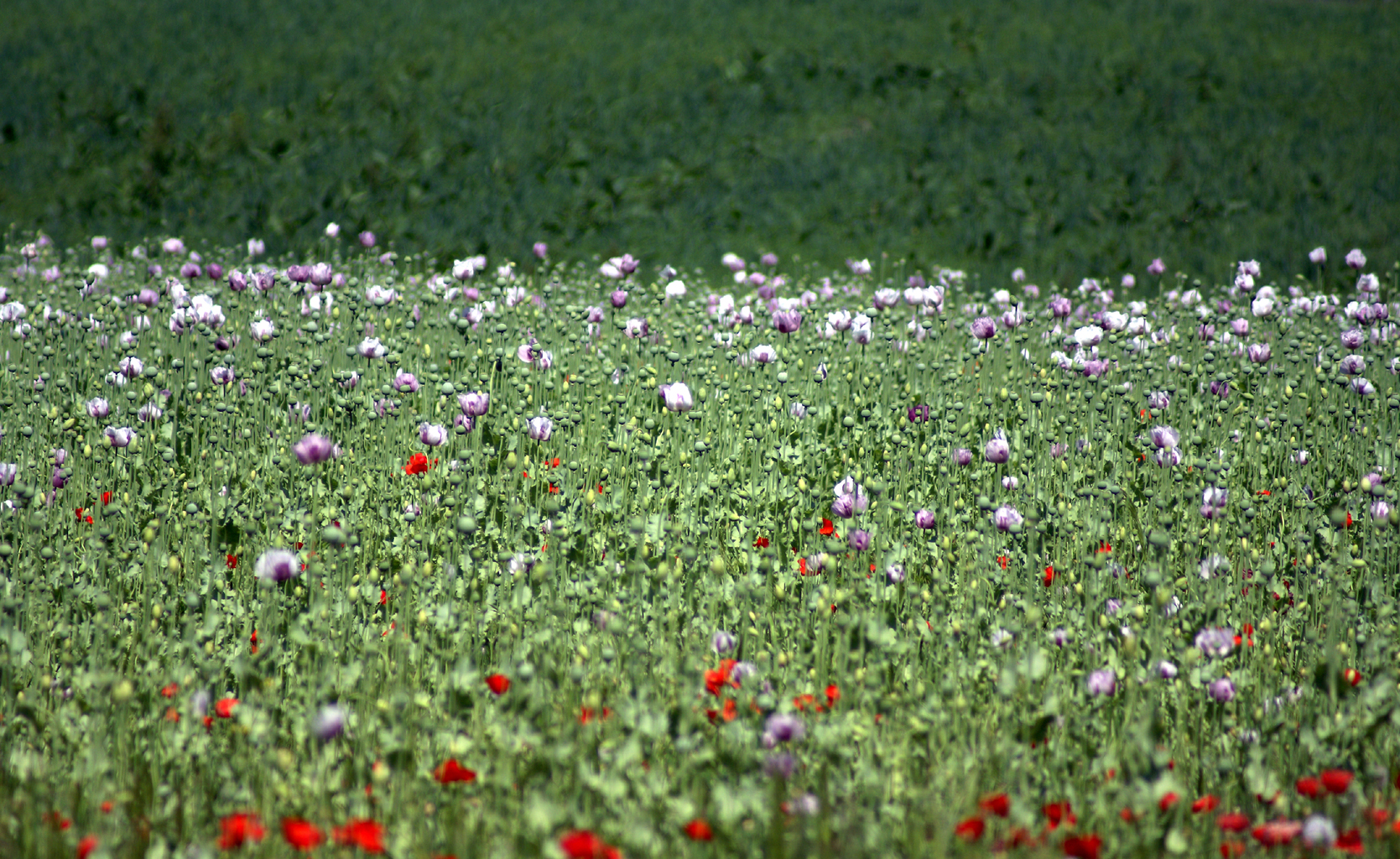
Mohnfeld mit kultiviertem Schlafmohn
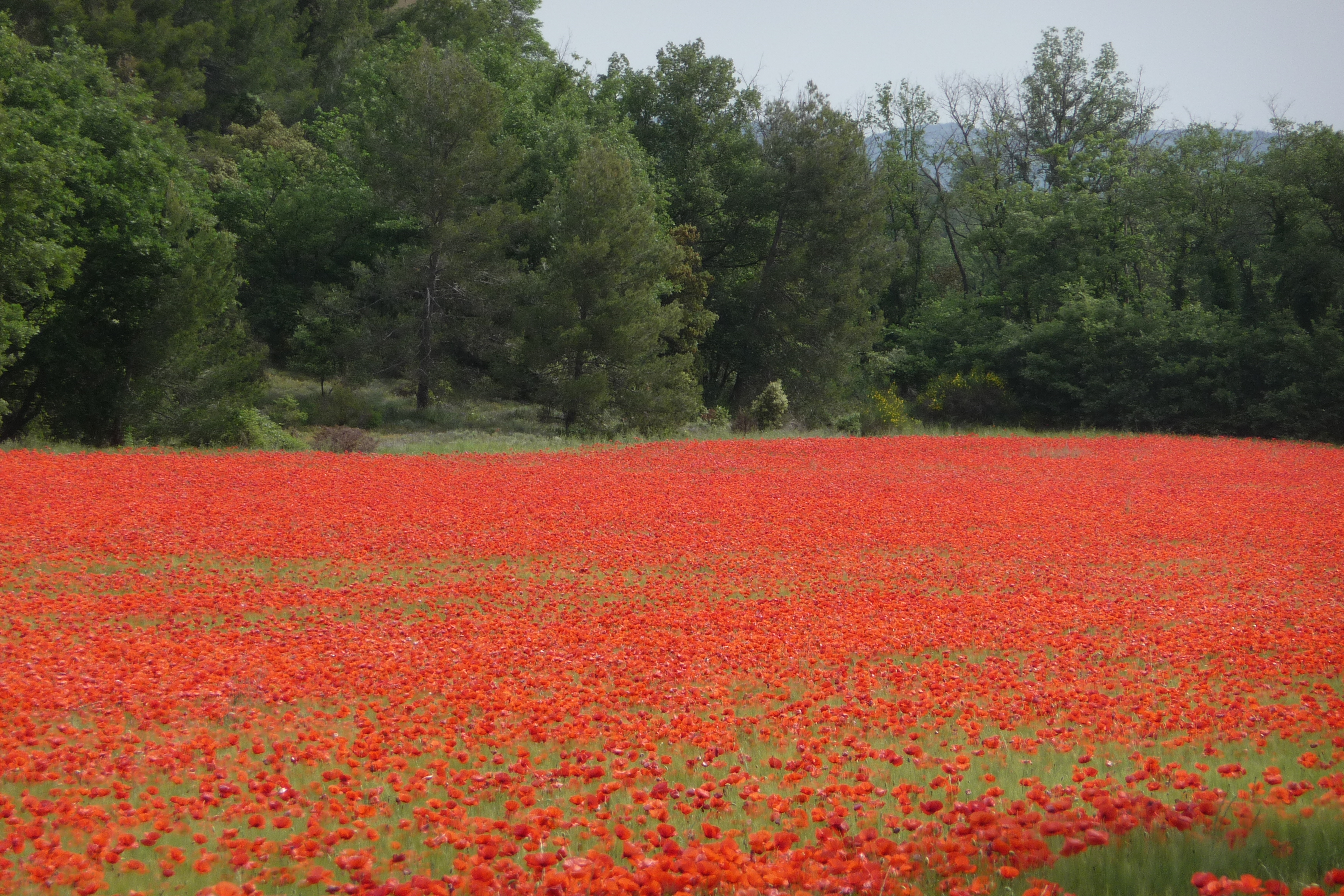
Getreidefeld mit Klatschmohn (Papaver rhoeas) in der Provence

## Symbolik

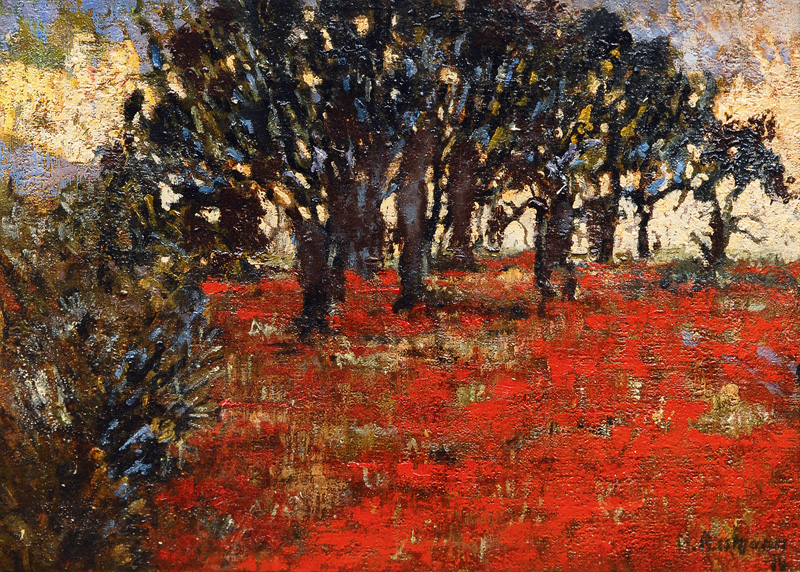
Mohnfeld (Heinrich Assmann, 1914)

Mohn gilt als Nationalblume der Republik Polen. Unter anderem ist daher auch die Sorte Mieszko nach dem gleichnamigen polnischen Fürsten Mieszko I. aus dem 10. Jahrhundert benannt.
Im kollektiven Gedächtnis der Briten ist der Mohn mit den vier Flandernschlachten des Ersten Weltkriegs verbunden. Er dekoriert in Form künstlicher Abbildungen entsprechend die beiden nationalen Grabmäler des unbekannten Soldaten. Wegen der Darstellung brennenden Mohns im Internet ist am 11. November 2012 im Vereinigten Königreich ein 19-jähriger Mann festgenommen worden.
In einem anderen Fall wurde ein Mann, der öffentlich Plastiknachbildungen von Mohn verbrannte, zu einer Geldbuße verurteilt.
In den Mysterien von Eleusis wurde der Mohn als Symbol der Erde, des Schlafens und des Vergessens zu Ehren der Göttin Demeter eingesetzt.